# Gare de Sénas
Gare de Sénas vasútállomás Franciaországban, Sénas településen.

## Vasútvonalak
Az állomást az alábbi vasútvonalak érintik:
- d’Avignon–Miramas-vasútvonal

## Kapcsolódó állomások
A vasútállomáshoz az alábbi állomások vannak a legközelebb:
- Gare d’Orgon
- Gare de Lamanon